# Эпштейн, Гиора

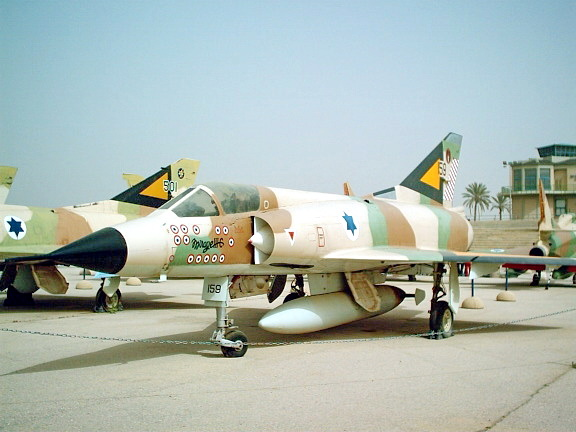

Гиора Эвен (Эпштейн, ивр. גיורא אפשטיין‎; 20 мая 1938, кибуц Негба, Израиль — 19 июля 2025) — бригадный генерал Военно-воздушных сил Израиля, наиболее результативный лётчик-истребитель в истории арабо-израильского конфликта.
Родился в 1938 году и свою молодость провёл в кибуце Негба (в 30 милях от Тель-Авива в Негеве).
Поступил на службу в ВВС в 1963 году. Участвовал в Шестидневной войне (1967), Войне на истощение (1967—1970) и Войне Судного дня (1973). Летая на истребителях «Мираж III» и «Нешер», одержал 17 воздушных побед (в том числе девять из них — за двое суток). Первую победу одержал 6 июня 1967 года — сбил огнём из пушки египетский Су-7. 19 октября 1973 года он записал на свой счёт сразу четыре самолёта, в 13:15 атаковал сначала ракетой «Шафрир-2» и сбил Су-7, а потом из пушки расстрелял ещё один. Через три часа Гиора сумел сбить два самолёта (и снова один был сбит пушкой, а второй — ракетой). Утром 20 октября Гиора Эпштейн взлетел на «Нешере», он сбил «Шафриром» МиГ-21 и ещё три машины были сбиты огнём бортовых пушек в этом бою. Таким образом, Гиора стал единственным лётчиком в истории, которому за 46 часов удалось сбить 8 реактивных самолётов противника. В целом за время службы он согласно собственным утверждениям мог сбить один МиГ-17, девять МиГ-21, четыре Су-7, два Су-20 и один вертолёт Ми-8.
Гиора прекратил летать на боевых самолётах 20 мая 1997 года в день своего 59-летия. Вышел в отставку в 1997 году.
Гиора Эпштейн — один из самых результативных «реактивных» асов в истории авиации. Больший счёт побед на реактивных самолётах имели только советские лётчики Евгений Пепеляев и Николай Сутягин во время Корейской войны, при этом они одерживали победы над дозвуковыми самолётами, в то время как на счету Эпштейна 15 сбитых сверхзвуковых машин.
Умер 19 июля 2025 года в возрасте 87 лет.